# Saint-Bauzile, Lozère
Saint-Bauzile är en kommun i departementet Lozère i regionen Occitanien i södra Frankrike. Kommunen ligger i kantonen Mende-Sud som tillhör arrondissementet Mende. År 2022 hade Saint-Bauzile 590 invånare.

## Befolkningsutveckling
Antalet invånare i kommunen Saint-Bauzile
| Referens: INSEE |